# Rex-McCandless
Die Rex-McCandless Ltd. war ein britischer Automobilhersteller in Belfast in Nordirland. Von 1956 bis 1957 wurde dort ein Sportwagen auf Ford-Basis gebaut.
Der McCandless Sports basierte auf dem Ford Ten, von dem er auch den seitengesteuerten Vierzylinder-Reihenmotor mit 1,2 l Hubraum übernahm, der 36 bhp (26,5 kW) bei 4400 min−1 leistete. Anders als der Ford hatte der McCandless ein Zentralrohrfahrgestell mit einzeln aufgehängten Rädern und Schraubenfedern.
Nur wenige Exemplare wurden gebaut und 1957 wurde der Bau von Straßenfahrzeugen wieder aufgegeben.

## Modelle
| Modell | Bauzeitraum | Zylinder | Hubraum  | Leistung         | bei Drehzahl | Radstand |
| ------ | ----------- | -------- | -------- | ---------------- | ------------ | -------- |
| Sports | 1956–1957   | 4 Reihe  | 1172 cm³ | 36 bhp (26,5 kW) | 4400 min−1   |          |